# Cosmochthonius pallidus
Cosmochthonius pallidus är en kvalsterart som beskrevs av Lombardini 1961. Cosmochthonius pallidus ingår i släktet Cosmochthonius och familjen Cosmochthoniidae. Inga underarter finns listade i Catalogue of Life.